# Vällingby
Vällingby es un barrio situado en la parte occidental de Estocolmo. Fue planeado a comienzos de 1950 como una nueva ciudad, siendo inaugurada en 1954 y rápidamente asimilada como un nuevo distrito de la capital sueca.
Se convirtió en la primera “ABC City” (ABC como acrónimo de “Arbete, Bostad, Centrum”, lo cual se traduce como Trabajo, Vivienda, Centro), un distrito diseñado para ofrecer a sus habitantes todo lo que necesitaban proporcionándoles a su vez una mayor calidad de vida.
En pocos años, el número de habitantes de Vällingby alcanzó la cifra de 25.000. En este nuevo barrio se buscaba evitar la posibilidad de que se convirtiese en barrio dormitorio, como había ocurrido con otros.
El plan urbano original fue diseñado por el arquitecto Sven Markelius, quien, influido por las teorías de planeamiento urbano orgánico características de los CIAM, distribuyó edificios de gran altura en las proximidades de las estaciones de metro y, en las zonas más alejadas, casas autónomas y zonas verdes. Políticos y empresarios participaron de forma activa en el proceso de planificación.
Asimismo, Vällingby se convirtió en una pieza importante de la propaganda utilizada para difundir una imagen del armónico bienestar sueco en todo el mundo.
Sin embargo, la ciudad no funcionó como se esperaba puesto que la mayor parte de sus habitantes encontraron trabajo en otra parte, aunque ello no ha impedido que siga acrecentando su popularidad, estando en la actualidad dotado de un importante carácter cultural.